# Doriath
Doriath est un royaume fictif de la Terre du Milieu, dans le légendaire de l'écrivain britannique J. R. R. Tolkien. Il apparaît notamment dans Le Silmarillion.

## Géographie
Doriath est situé dans la Terre du Milieu, et il est connu pour être un royaume caché et mystérieux des Elfes. Doriath est situé au cœur de Beleriand, une région au nord-ouest de la Terre du Milieu.
Il est entouré par les Montagnes Bleues à l'est, le fleuve Sirion au nord et les montagnes Ered Gorgoroth au sud.
La Forêt de Neldoreth et la Forêt de Region constituent la majeure partie du territoire de Doriath. Elles sont protégées par des sortilèges et des enchantements de Melian, une puissante Maia qui est la reine de Doriath par mariage avec Thingol, le roi elfe.
L'anneau de Melian est un puissant enchantement tissé par Melian autour de Doriath qui rend le royaume pratiquement impénétrable. Seuls ceux qui sont autorisés par Melian ou Thingol peuvent pénétrer dans la forêt.
Menegroth, aussi connue sous le nom de "Grottes de Thingol", est la capitale souterraine de Doriath. Creusée dans les cavernes des collines dans la partie sud de la forêt, Menegroth est une merveille d'architecture elfique.
La Rivière Esgalduin traverse Doriath, séparant les forêts de Neldoreth et de Region. Les ponts de Menegroth enjambent cette rivière.

## Histoire

### Les débuts
Avant sa fondation, pendant la Grande Marche, les Noldor s’installèrent dans les forêts de Neldoreth et de la région qui allait devenir Doriath, sur leur chemin vers l’ouest. À cette époque, les Teleri étaient encore de retour dans l’est du Beleriand ; leur chef, Elwë, se rendait souvent dans les forêts à la recherche de son ami Finwë.
Une de ces fois, Elwë s’était perdue à Nan Elmoth, et quand Ulmo revint les chercher, une partie resta en arrière. Ils devinrent connus sous le nom de Sindar ou Elfes Gris, et quand Thingol revint, il devint leur roi, régnant depuis Doriath.
Comme Melian prévoyait que la guerre arrivait au Beleriand, elle conseilla à Thingol de devenir un allié des Nains de Belegost, qui creusèrent pour lui les cavernes de Menegroth, qui devinrent la capitale du royaume. Au cours de ces années, Eöl l’Elfe Noir loua Nan Elmoth à Thingol, après avoir payé l’épée Anglachel pour cela.
En 1497 des Années des Arbres, après la première bataille du Beleriand, de nombreux Laiquendi se réfugient à Doriath. Après cela, Doriath fut encerclée par la Ceinture de Melian, une barrière impénétrable d’enchantement qui gardait le royaume. Eglador était le nom de la terre de Doriath avant qu’elle ne soit protégée par la ceinture de Melian. Même au-delà des limites de la Ceinture, Thingol était considéré par tous les Elfes indigènes du Beleriand, depuis le Gelion jusqu’au Belegaer, comme leur seigneur ; il était même reconnu comme le haut roi de tous les Teleri du Beleriand.

### Fin du Premier Âge
Alors que le royaume de Thingol était protégé par le pouvoir de Melian la Maia, il répugnait toujours à céder d’autres terres du Beleriand aux Noldor en raison de ses soupçons à l’égard des nouveaux seigneurs agressifs de la Terre du Milieu. À un moment donné, Finrod et sa sœur Galadriel furent les invités du roi Elu Thingol, leur parent à Doriath. Là, la reine Melian demanda à Galadriel comment et pourquoi les Noldor étaient revenus, sur quoi Galadriel ne lui raconta qu’une partie de l’histoire. Par conséquent, elle fut la première à glaner la vérité, percevant plus que Galadriel n’était prête à dire, et elle mit en garde Thingol contre les relations avec les fils de Fëanor. Plus tard, alors que Finrod, Angrod et Aegnor rendaient visite à Galadriel, Thingol avait appris la vérité sur le meurtre d’Alqualondë et les avait accusés de l’avoir trompé en cachant leurs méfaits à sa famille. Angrod s’est exprimé avec colère, soulignant les graves torts qu’ils ont également subis. Cela a conduit directement Thingol à interdire l’utilisation du quenya dans ses terres, ce qui a conduit à ce que le sindarin soit la langue elfique commune en Terre du Milieu. Cependant, les descendants de Finarfin n’ont pas été expulsés de Doriath parce qu’ils étaient de la famille de Thingol d’Olwë, son frère, mais aussi parce qu’il a montré de la sympathie aux maisons de Finarfin et de Fingolfin pour les torts qu’ils avaient subis. Néanmoins, comme les relations du roi Thingol avec les Noldor étaient déjà tendues avant même qu’il n’apprenne le premier massacre, il refusa de les aider dans la guerre contre Morgoth et prit peu part à la lutte en cours.
Lorsque les hommes arrivèrent au Beleriand, on leur refusa l’entrée à Doriath ; cependant, à la demande de Finrod, les Haladin ont été autorisés à vivre à Brethil.
Beren, fils de Barahir et seigneur de la maison de Bëor, traversa la Ceinture comme Melian l’avait prédit, et arriva à Neldoreth. C’est là que la fille de Thingol, Lúthien, est tombée amoureuse de lui. Après la quête du Silmaril, le loup Carcharoth a également percé la ceinture, causant beaucoup de destruction dans le nord de Doriath. Mais dans la Chasse au loup, les capitaines Beleg et Mablung, Thingol, Beren, chassèrent et tuèrent la bête.
Túrin fut envoyé à Doriath et y vécut jusqu’à sa majorité, puis il s’enfuit du pays. Plus tard, sa mère et sa sœur, Morwen et Nienor, y ont vécu, jusqu’à ce qu’elles soient perdues.
Dans F.A. En 502, quelque temps après la mort tragique de Túrin, Húrin, le père de Túrin et maintenant un vieil homme, fut autorisé à entrer dans Menegroth, où, dans sa colère, il jeta le Nauglamír, le trésor de Nargothrond devant le roi Thingol et le « remercia » d’avoir aidé son fils. Melian perça la folie et le chagrin de Húrin. Honteux de ses actes, il offrit sincèrement le Nauglamír à Thingol et laissa Menegroth brisé.

### Ruine de Doriath
À ce moment-là, le désir de Thingol de prendre le Nauglamír et d’y placer le Silmaril, fusionnant ainsi deux des plus grandes créations faites par les Elfes et les Nains. Il engagea des artisans nains pour le faire à sa place. Mais au moment où les Nains eurent terminé, ils étaient devenus obsédés par le Nauglamír et le demandaient comme paiement pour leur travail. Cela rendit Thingol furieux en réalisant qu’ils convoitaient le Silmaril. Les Nains furent irrités par ses paroles dures et le tuèrent. Cela a conduit au sac de Menegroth en 503 P.A. et la destruction finale de Doriath, qui dispersa son peuple.
En 503 P.A., Doriath est brièvement restaurée sous le fils de Beren et Lúthien, Dior Eluchíl. Apprenant que le Silmaril se trouve à Doriath, les Fils de Fëanor envoyèrent un message à Dior pour lui demander de lui rendre le Silmaril. Dior ne répond pas. Ainsi, en 506, Dior est attaqué et tué par les Fils de Fëanor, ainsi que leurs partisans. Ils attaquèrent Doriath par surprise, au milieu de l’hiver, et combattirent Dior dans les Mille Grottes. C’était le deuxième meurtre d’Elfes par Elfes. Dans cette bataille, Dior a tué Celegorm. Curufin et Caranthir ont également chuté. Dior a également été tué avec sa femme Nimloth. Eluréd et Elurín furent capturés, emmenés dans la forêt et laissés mourir de faim par les cruels serviteurs de Celegorm. Maedhros se repentit de cet acte de vengeance et de cruauté envers les enfants, et il les chercha longtemps dans les bois, mais « ses recherches furent vaines » et le sort des fils de Dior n’est pas connu. En 507, Doriath fut complètement détruite à la suite du second massacre.
Des elfes qui vécurent à Doriath ont réussi à s'échapper avant sa chute comme Galadriel, Celeborn, Oropher, Thranduil et d'autres.

## Étymologie
Doriath est un nom sindarin qui signifie « Terre de la clôture », ou « Pays de la ceinture ». Le nom se compose des éléments dôr (« terre ») + iâth (« clôture »).

## Autres noms
L’ancien nom de Doriath, Eglador, signifie probablement « Terre des Réprouvés » ou « Terre des Elfes » en Ilkorin.
Le nom quenya est Lestanórë, ce qui signifie également « Pays de la ceinture ».

## Conception et évolution
La fin de l'histoire de Doriath est assez floue, Tolkien n'étant jamais parvenu à reprendre précisément le Conte du Nauglamír (racontant l'histoire du collier des Nains), publié en l'état dans Le Livre des contes perdus.
Artanor (« La Terre de l’Au-delà ») était dans les premières versions du legendarium le nom de ce qui fut plus tard appelé Doriath.

## Critique et analyse
C'est à cause du sac de Doriath que les Elfes, comme Celeborn ou Oropher, haïssent les Nains.

## Adaptations
Aucun des récits ayant Doriath pour décor n'a été adapté au cinéma, à la radio ou à la télévision. Ils ont néanmoins inspiré les illustrateurs.